# 陈仕保
陈仕保（19世纪—1854年），太平天国将领，清代广西省人，亦作陈世保。
陈仕保参加金田起义，1853年，擢封为太平军指挥。5月，太平军出师北伐，陈仕保同曾立昌代替林凤祥等镇守扬州，因功升为夏官副丞相。1854年2月，陈仕保随曾立昌率部救援北伐军，从安徽安庆出发，经过舒城、正阳关、颍上，攻克蒙城，经过亳州进入河南永城、夏邑、转至砀山。3月到达山东临清，他反对曾立昌北上主张，之后兵败於清军南退。4月到达安徽凤台县展沟集，陈仕保战死。